# Berufsorientierungsprogramm
Das im Jahr 2008 initiierte Berufsorientierungsprogramm (BOP) ist ein Programm zur Förderung der beruflichen Orientierung von Schülern der 7. und 8. Klasse an allgemeinbildenden Schulen. Es besteht aus den zwei Instrumenten Potenzialanalyse und Werkstatttage.
In der Potenzialanalyse lernen die Jugendlichen ihre persönlichen Stärken besser kennen. In den darauffolgenden Werkstatttagen erkunden sie in Lehrwerkstätten verschiedene Berufsfelder in handwerklichen, technischen und sozialen Bereichen.
Alle vor 2024 gestarteten Projekte des Programms basieren auf der „Richtlinie für die Förderung der Berufsorientierung in überbetrieblichen und vergleichbaren Berufsbildungsstätten (Berufsorientierungsprogramm – BOP)“ aus dem Jahr 2019. Sie laufen bis zum 31. August 2024 aus. Alle Projekte, die ab dem 1. Januar 2024 umgesetzt werden, basieren auf der neuen Förderrichtlinie aus dem Jahr 2022. Diese bringt konzeptionelle und strukturelle Neuerungen mit sich.

## Organisation
Das Berufsorientierungsprogramm (volle Bezeichnung: „Förderung der Berufsorientierung in überbetrieblichen und vergleichbaren Berufsbildungsstätten“) wird vom Bundesministerium für Bildung und Forschung gefördert. Zuwendungsempfänger sind überbetriebliche und vergleichbare Berufsbildungsstätten der Überbetrieblichen Ausbildung. Das BOP ist Teil der Initiative Bildungsketten. Die Programmstelle ist im Bundesinstitut für Berufsbildung in Bonn angesiedelt.
Die Jugendlichen nehmen mit ihrer Schule am BOP teil; über 3.000 Schulen sind als Kooperationspartner der über 300 Projektträger eingebunden. Bis Dezember 2022 wurden Zuschüsse in Höhe von rund 816,5 Millionen Euro bewilligt. Damit werden im Zeitraum 2008 bis Sommer 2022 über 1,8 Millionen Schülerinnen und Schüler erreicht.

## Instrumente: Potenzialanalyse und Werkstatttage
Das Berufsorientierungsprogramm besteht aus den zwei Instrumenten Potenzialanalyse und Werkstatttage. Je nach Bundesland können Dauer und Ausgestaltung der zwei Instrumente variieren.
Die Potenzialanalyse dauert bis zu drei Tage. In verschiedenen Einzel- und Gruppenübungen lernen die jungen Teilnehmenden ihre persönlichen Potenziale besser kennen. Dazu zählen z. B. Konzentrationsfähigkeit, Arbeitsgenauigkeit, Teamfähigkeit und Problemlösekompetenz. Die Schüler werden bei den Übungen beobachtet und erhalten im Anschluss Feedback von den geschulten Beobachtern. Die Potenzialanalyse im Berufsorientierungsprogramm unterliegt den Qualitätskriterien des Bundesministeriums für Bildung und Forschung.
Die Werkstatttage dauern bis zu zwei Wochen. Die Jugendlichen können drei aus mindestens fünf Berufsfeldern auswählen, die sie ausprobieren möchten. In der Regel stehen deutlich mehr als fünf Berufsfelder zu Auswahl. In Lehrwerkstätten (das heißt im geschützten Raum, nicht in echten Betrieben) fertigen sie Werkstücke selbst an oder lösen bestimmte Aufgaben. Ausbilder stellen die Aufgaben und betreuen die Jugendlichen. Die Lehrer begleiten ihre Schulklassen mit durch das Programm.

## 18 Berufsfelder
In den Werkstatttagen des Berufsorientierungsprogramms werden, je nach Angebot der entsprechenden Bildungsstätten, insgesamt 18 Berufsfelder dargestellt:
- Bau
- Elektro
- Fahrzeuge
- Farbe und Raumgestaltung
- Gesundheit, Erziehung und Soziales
- Hauswirtschaft
- Holz
- Hotel- und Gaststättengewerbe
- IT, Druck und Medien
- Kosmetik und Körperpflege
- Lager und Logistik
- Landwirtschaft und Ernährung
- Metall und Kunststoff
- Naturwissenschaften
- Sanitär-, Heizungs- und Klimatechnik
- Textil, Leder und Bekleidung
- Verkauf
- Wirtschaft und Verwaltung

## Förderrichtlinie 2022
Die neue Förderrichtlinie aus dem Jahr 2022 gilt für alle BOP-Projekte, die ab dem 1. Januar 2024 umgesetzt werden. Die zwei Instrumente des Programms heißen „Potenzialanalyse“ und „Praxisorientierte Tage zur Beruflichen Orientierung“ – kurz „BO-Tage“ (ehemalige „Werkstatttage“). Ein neues Element der Förderrichtlinie im Vergleich zu den vorherigen Förderrichtlinien des BOP ist die „individuelle Standortbestimmung“, die sowohl vor der Potenzialanalyse als auch vor den BO-Tagen stattfindet. Sie hat das Ziel, dass die Jugendlichen die Potenzialanalyse und die BO-Tage reflektiert und gezielt für die Klärung ihrer individuellen Bedarfe und Fragestellungen nutzen. Die Förderrichtlinie 2022 beinhaltet 23 Berufsfelder, die vier Berufshauptfeldern zugeordnet sind.

## Videotagebuch als Reflexionsinstrument
Das Videotagebuch in den Werkstatttagen des Berufsorientierungsprogramms ist eine Methode, die Rahmen und Anregung für Feedback und Reflexion bietet.
Als wesentliches Lernergebnis der Werkstatttage sollen die Schüler ein Verständnis davon entwickeln, welche Stärken und Interessen sie haben und welche beruflichen Tätigkeiten ihnen liegen. Das Videotagebuch unterstützt sie dabei: Am Ende eines jeden Werkstatttages formulieren sie eine Aussage für sich in Wort und Bild. Das Videotagebuch stärkt so die Reflexion während der gesamten Dauer der Werkstatttage.
Zusätzlich dient das Videotagebuch als Grundlage für das reflektierende Gespräch im Anschluss an die Werkstatttage. Das pädagogische Fachpersonal kann das Erleben während der Werkstatttage mit dem Videotagebuch gezielt reaktivieren und auswerten. Der Erfolg der Berufsorientierungsmaßnahme hängt auch von der Qualität des Feedbackprozesses ab.